# Jonny Greenwood
Jonathan Richard Guy Greenwood (Oxford, 5 de novembro de 1971) é um músico da banda Radiohead. Foi considerado o 48º melhor guitarrista de todos os tempos pela revista norte-americana Rolling Stone.
No grupo, utiliza diversos instrumentos, como guitarra, teclados, percussão, sintetizadores, harmônica, glockenspiel, além de objetos não convencionais, como televisores e rádios. Inventa também instrumentos. Compôs  "The Tourist".
Estudou em Abingdon Boys School e Oxford Poly; iniciou a estudar psicologia, mas abandonou o curso para dedicar-se à banda. É casado com Sharona Greenwood, de quem tem três filhos. Jonny é daltónico.
Greenwood inspirou muitos com seu jeito de tocar guitarra e estilo. Ele também é conhecido por seu estilo agressivo de tocar guitarra. Guitarristas como Russell Lissack da banda inglesa de rock Bloc Party e muitos outros citam Greenwood como uma grande influência.

## Influências
Jonny Greenwood cita como a principal influência John McGeoch da banda  Magazine: "Nenhum guitarrista me inspirou mais do que John McGeoch". "Fizemos um cover de "Shot By Both Sides" e tocamos "Just", que é baseado no mesmo tipo de ideias." Ele também cita entre suas principais influências Art Blakey, Can, Talking Heads, e o compositor de música clássica Olivier Messiaen.
Os outros compositores que o inspiram durante a criação são Krzysztof Penderecki e György Ligeti: "a música de pessoas como Penderecki e Ligeti... o futuro para mim".

## Filmes
Jonny Greenwood tem composto trilhas sonoras para varios filmes além de ter atuado, muitos desses filmes sendo indicados a premios grandes tanto da musica como do cinema como Saturn Awards, Satellite Awards, Grammy e BAFTA. Em 2018, Jonny recebeu indicação a Óscar pela composição da trilha sonora em Phantom Thread.
| Ano  | Filme                           | Diretor              | Notas                                                 |
| ---- | ------------------------------- | -------------------- | ----------------------------------------------------- |
| 2003 | Bodysong                        | Simon Pummell        |                                                       |
| 2005 | Harry Potter e o Cálice de Fogo | Mike Newell          | Participação especial                                 |
| 2007 | Sangue Negro                    | Paul Thomas Anderson | Indicado ao Grammy, Saturn Award, BAFTA entre outros. |
| 2010 | Norwegian Wood                  | Tran Anh Hung        | Venceu Dubai International Film Festival              |
| 2011 | We Need to Talk about Kevin     | Lynne Ramsay         |                                                       |
| 2012 | The Master                      | Paul Thomas Anderson | Indicado ao Satellite Awards                          |
| 2014 | Inherent Vice                   | Paul Thomas Anderson |                                                       |
| 2017 | You Were Never Really Here      | Lynne Ramsay         |                                                       |
| 2017 | Phantom Thread                  | Paul Thomas Anderson | Indicado ao Oscar 2018                                |
| 2021 | Spencer                         | Pablo Larraín        |                                                       |
| 2021 | The Power of the Dog            | Jane Campion         | Indicado ao Oscar 2022                                |
| 2021 | Licorice Pizza                  | Paul Thomas Anderson |                                                       |